# Brand (Ibsen)
Brand è un dramma in versi in cinque atti del drammaturgo norvegese Henrik Ibsen scritto fra il 1864 ed il 1865, pubblicato nel 1866 e rappresentato nel 1885.

## Trama
Narra della storia del pastore Brand che crede nella forza della volontà, tratta tutti con astio e durezza. Estremista negli atteggiamenti finirà con il morire da solo chiedendo a Dio: «Rispondimi o Dio nell'ora in cui la morte mi investe, non è dunque sufficiente tutta la volontà di un uomo a conseguire una sola parte di salvezza?». Ottenendo in risposta: «Dio è carità» (dalla traduzione di Cervesato A).

## L'opera

### Genesi

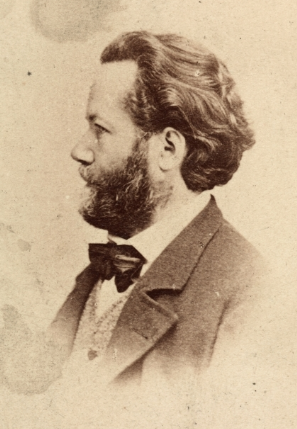
Ibsen nel 1866

Ibsen concepì e scrisse l'opera durante il suo primo soggiorno romano. Il drammaturgo vi fa cenno per la prima volta in una lettera del 16 settembre 1864, inviata all'amico e rivale Bjørnstjerne Bjørnson. Originariamente, doveva trattarsi di un poema epico in pentametri giambici, suddiviso in strofe di otto versi. In corso d'opera (poco è rimasto del poema epico, forse perché lo stadio della redazione non era molto avanzato), l'autore decise di farne una tragedia, cambiando il nome del protagonista da Koll ("collina" in norvegese) a Brand ("fuoco").
Tramite l'interessamento di Bjørnson, l'editore Frederik Hegel, di Copenaghen, accettò di pubblicare il testo. Ibsen gli inviò i primi quattro atti il 25 ottobre 1865, ricevendo una cortese risposta e la richiesta di inviare la parte mancante entro metà novembre, in modo da far uscire il dramma per Natale. Hegel prevedeva un buon compenso e una tiratura di 1250 copie. Il 15 novembre l'autore inviava le pagine restanti.
Sorse però un problema, perché Hegel non aveva ancora neanche letto il manoscritto, pensando a un dramma storico, forse sulla vita di Magnus Heinesson, o forse su Giuliano l'Apostata, giacché Ibsen aveva ripetutamente fatto riferimento, nel recente passato, a un'opera sull'imperatore romano, che si credeva fosse intento a scrivere.

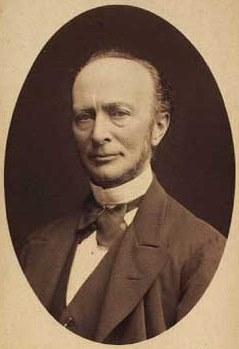
Frederik Hegel (qui nel 1876)

Quando Hegel finalmente lesse il manoscritto, si rese conto che il tema affrontato era più delicato del previsto e che Brand rischiava di non essere «inteso dalla maggior parte delle persone», come scrisse in una missiva a Ibsen del 23 novembre, proponendogli una tiratura dimezzata e una retribuzione ridotta, condizioni che Ibsen accettò il 2 dicembre. Tuttavia, a Natale Brand non era ancora stato pubblicato, né accadde altro a gennaio e febbraio. Il fatto è che Hegel non aveva ricevuto la lettera del 2 dicembre, e fino a marzo autore ed editore rimasero in una situazione di impasse. Quando Ibsen si rifece vivo il 7 marzo 1866, la questione fu risolta, ed Hegel pubblicò il dramma il 15 marzo, con la tiratura di 1250 copie originariamente pattuita. Una seconda edizione di 500 copie uscì pochi mesi dopo, una terza edizione seguì in agosto e una quarta in dicembre.

### Accoglienza
Appena apparso, Brand fu un grande successo di pubblico e suscitò una vasta eco nelle file della critica. L'influente critico letterario e teatrale danese Clemens Petersen recensì l'opera sul Fædrelandet il 7 aprile, lodando da un lato la forza del verso ibseniano, ma affermando al contempo che Brand presentava «più concetti che immagini» e che in definitiva non riusciva a dare un vivo quadro della realtà, come invece l'autore si era prefisso. Brand si risolveva in un insieme di postulati, divenendo così, secondo Petersen, più un'opera di critica che di poesia.
Anche più negativo si dimostrava, in una lettera a Petersen, Bjørnstjerne Bjørnson, che non accettava, in un'opera, la totale assenza di conciliazione finale. Bjørnson vedeva, in Brand, un attacco al Cristianesimo. La stessa assenza di conciliazione e di idealismo disturbò Georg Brandes il quale, pur riconoscendo la potenza del dramma, non concepiva una letteratura che, anziché placare e rassicurare il lettore, ne scardinasse le certezze. Analoghe critiche furono mosse sul Morgenbladet di Christiania dal norvegese Marcus Jacob Monrad. Sull'Aftenbladet, sempre a Christiania, il connazionale Ditmar Meidell espresse un giudizio più positivo, affermando che Brand avrebbe occupato «un posto influente e permanente nella nostra letteratura nazionale».